# ド根性小学生ボン・ビー太
『ド根性小学生ボン・ビー太』（ドこんじょうしょうがくせいボン・ビーた）は、小ガエルによる日本の漫画作品。

## 概要
『月刊コロコロコミック』（小学館）にて連載。
2008年9月号に読み切りで初登場した。人気が出たため連載に昇格し、2013年11月号まで連載された。また、『別冊コロコロコミック』においても2008年10月号から連載された。
服もない家もない金もない（ただし、連載中に合計3円を手に入れている）貧乏な主人公・ボン・ビー太が委員長と共にいろいろとギャグをかますストーリーである。ただ、ビー太がすっぽんぽんでいたり、下ネタが強い漫画である。話の最後のページには「ボン・ビー太!!将来ド根性だけで日本国総理大臣になる男!!」とよく書いてある。また、定期ごとにスギちゃんやCOWCOWといった話題になっているお笑い芸人がカメオ出演している。
『月刊コロコロコミック』2010年8月号にてニンテンドーDSでゲーム化が発表され、11月4日に「ド根性小学生 ボン・ビー太 裸の頂上ケツ戦！！ビー太vsドクロでい！」のタイトルで発売された。

## 登場人物
- 「声」はゲーム版の声優。

### メインキャラクター
ボン・ビー太
声 - 愛河里花子
本作の主人公。家もない服もない所持金0円（ただし、連載中に3円以上はゲット）の貧乏小学生。通称「ビー太くん」。教科書を机に丸写ししたり、『コロコロ』を紙に全て写したり、性格はとてもド根性。また、何でもエアが得意であり、よくエアDSをやっていたり、女子高生の真似をしながら、エアケータイもやったりする。なぜか小学校に入学してきて、現在委員長のとなりに座っている。ド根性を披露する際は顔や体がリアルになる。お金には目がなく、道路に落ちていた一円玉を拾おうとしてヘリを壊したり、千円札を追って空を飛んだこともある。最近では時折ダジャレをかましている。空腹時は力が出なくなるが、カレーの臭いで素早く走ったり、太陽を引っ張るほどの怪力を見せるなど、潜在能力はかなりある。また武術を心得ておりダンボー流武術を駆使し、カンフーワンと戦った。技としては「オナラで残像を作る」や「パーフェクトディフェンス（実際は我慢）」などを使う。攻撃技でもエアボクシングというものを作り、オナラでジャブや右ストレートを放つ。奥義は「リアル変化」で腕が伸びたり、毎回みられる「リアル」な体になる。
服は肌に油性ペンで「あでだす」と書いてあるだけ（今はコバマにもらった葉っぱのパンツを着けている）。でべそに出っ歯、下睫毛とげじまゆ、そして深緑色のアフロヘアーが特徴。一人称は「オイラ」（初期は「オレ」と言ったことも）、口癖は「～でい」。
物語ラストでは「ボン・ビー太!!将来ド根性だけで日本国総理大臣になる男!!」と書かれているが、50年後の未来では本当に第123代内閣総理大臣となっており（そのため世界が”ビー太化”しつつあった）、ボールペンで裸に服を描いたり臭いで材料の生産地が解るなど現代のビー太よりド根性がはるかに進化している。
正野 人志（ただの ひとし）
声 - くまいもとこ
普通の小学生。学級委員長で通称も「委員長」。本作のツッコミ役であり、ビー太の一番の被害者でもある。しかし、ビー太が師匠に冷たく言われた時や風邪をひいた時などにビー太をかばったり気遣うなど、実はビー太の一番の友達でもある。ビー太のド根性が凄すぎて目立たないことが多いが、学校にケータイを持ってきて、着信音を鳴らしてしまった生徒を怒る、学校帰りに駄菓子屋に寄ろうとしたビー太を叱ろうとするなど、委員長らしい描写もある。一輪車とヨーヨーが得意。パンダが好き。一人称は「僕」。
50年後では内閣官房長官となっており、年のせいかツッコミにキレが無くなり、ツッコミをさせるためにタイムマシンで未来に来た現代の委員長を連れてきた。
名前は作者がずっとつけ忘れていたようで、単行本6巻で名前を募集した。7巻では良い名前がなかなか見つからなく”該当者なし”となり、8巻でようやく”正野 人志”に決定。理由は『ただの人だけど志を高く持った少年だから』とのこと。
尾馬間 振字伝人（おばま ぷれじでんと）
声 - 芝原チヤコ
大会社のおぼっちゃま。通称「オバマ君」。無駄遣いが多くとても贅沢な生活をしている。とても明るい性格だがわがまま。敬語を使う。将来の夢は世界の指導者。そのために、単行本2巻で学級委員長に立候補する。ビー太の起こすド根性に対しては、驚かずむしろ感心している。自宅は自室から玄関まで2時間かかるほど広く、自家用のヘリコプターやスペースシャトル、タイムマシンまで所持している。額に「オ」の字が刻まれている。たらこくちびる。一人称は「僕」。
モデルはアメリカ大統領のバラク・オバマ。
風呂手院 筋太郎（ぷろていん きんたろう）
見た目通りのマッチョな転校生。通称「筋ちゃん」。校舎を持ち上げられる程の力持ち。特技はマッスルポーズと逆立ち腕立て伏せだが、算数が苦手。家族も全員筋肉ムキムキである。いつでもどこでも体を鍛えており、普段から鉛のリストバンドと鉄ゲタを身に着け、外すと本気の力を発揮する。家がレストランを経営している。一人称は「オレ」、口癖は「～っス」。

### 尾馬間家の人々
オバマ兄弟の父
息子を厳しくしつけているが、結局は溺愛している。
尾馬間 小馬間（おばま こばま）
オバマの弟。通称「コバマくん」。口におしゃぶりを銜えた赤ん坊であり、兄であるオバマ以上にぜいたくである。一人称は「僕」、口癖は「～でしゅ」。
じぃ
尾馬間家の執事。
他にもケーキ屋や刑事、消防士など、たくさんの人間が働いている。その中には名前が出ている人も数名いる。また、その中に樫本学ヴもいる。
ジョン
オバマのペット。犬にもかかわらずかなり贅沢な生活をしていて、宮殿並みに大きい犬小屋に住んでいる。お小遣いは1回につき300万円もらう。因みにオバマの家は、ジョンの小屋の100倍の大きさ。血統書付きのノミが付いている（ひと月100円の小遣いをもらっている）。

### ゲーム版オリジナルキャラ
土苦路 芝板留蔵（どくろ しばいたるぞう）
声 - 三宅健太
大生徒会軍団を束ねる生徒会長。古風な学ランにケツアゴが特徴的。超熱血漢で、6年生を差し置き4年で生徒会長にまで登りつめた。ある力を秘めたお札を賭け、ビー太に勝負を挑む。モットーは「超熱血!!」。
安藤 呂井子（あんどう ろいこ）
大生徒会軍団副会長。普段はおとなしく礼儀正しい性格。実は名の通りのアンドロイドで、勝負になると様々な武器を持つ兵器となる。
地英村 十三（じえいそん じゅうぞう）
大生徒会軍団書記。アイスホッケー部にも所属しているが、その見かけが恐ろしいため彼以外部員がいない。ホッケーマスクの下には意外な素顔を持つ。名前の由来はジェイソン。
原 始人（はら はじひと）
同じく大生徒会軍団書記。名の通りの原始人。書記にもかかわらず文字は書けないが、動物の言葉がわかる。
ドンベエ
大生徒会軍団会計。人間に化け、小学生として生活しているタヌキ。口癖は「～だドン」、「ドンド～ン」等。
ミスターZ
フードを羽織った謎の人物。常にお菓子を食べている。大生徒会軍団を倒すべく、ビー太達に協力する。
存備 出主豚呂井也（ぞんび ですとんろいや）
あんこく生徒会長。ミスターZの正体。通称「ゾンビ裏会長」。冷酷非情な性格ではあるが、お礼を言ったり、設計ミスで床が抜けてしまったりすることもある。一人称は「我」。笑い声は「ブヒ〜ッヒッヒッヒ」。

### その他の人物
先生
ビー太、委員長達のクラスの担任教師。眼鏡をかけている。
商店街会長
大嶋商店街の会長。福引きの当たりの玉を入れない程ケチで有名。単行本3巻ではオバマに商店街を丸ごと売った。
ニャニャ様
ビー太のド根性の師匠。ビー太が3歳の頃からダンボー流武術も教えていた。黒い眼鏡をかけたネコだが言葉を喋ることができる。とてもビー太に厳しいが、裏では一番ビー太を心配している。涙もろく情に厚い一面もある。単行本7巻では実績が認められ”ニャニャ神様”となった。一人称は「わし」。
ボン・ビー太の父
借金に追われているらしく、ビー太と離れて生活している。師匠に口説かれ、現在は頑張りながら借金返済に励んでいる。ビー太の親らしくド根性はビー太に引けを取らない。奈良で鹿にまざってシカせんべいを食べていた時、修学旅行に来ていたビー太と再会を果たす。
砂丹 酢波留太郎（さたん すぱるたろう）
全国の学校で「サタン先生」と恐れられている教師。額に「S」マークがある。ビー太達のクラスの成績が悪いため、特別講師として雇われた。もの凄い問題数のテストを出したり、出来なかった者には魔の居残り勉強を行うなど、見た目も性格も“悪魔”そのものである。しかしビー太により授業はメチャクチャになり、あげくサーカスから脱走してきたクマに襲われて以来登場していなかったが、単行本4巻に再び登場した。ビー太を深く恨んでおり、刺客として極悪生徒一号のカンフーワンを送り込んだが、任務に失敗したカンフーワンに「この役立たずが」と言い骨をかなりの数折り、ごみのように捨てた。一人称は「ワガハイ」、口癖は「～であ～る」。
カンフーワン
サタン先生がビー太に送った極悪生徒一号。柔道・剣道・空手・カンフー・テコンドー・ボクシングなど全ての武術のスペシャリスト。クマを1000頭も倒す程の実力で、その力量は噴水の水を真っ二つにするほどである。様々な武器をも使い、特にヌンチャクでは華麗なヌンチャクさばきをビー太に向けた。また、「任務のためならだれが巻き込まれようが構わない」と言い放つ残忍な性格も持ち合わせてる。ビー太にやられサタンの元へ帰った後、サタンに処分された。一人称は「オレ」。
ロボB太
オバマ財閥が開発したビー太そっくりのド根性ロボ。ビー太のド根性を超えるド根性がプログラムされており、体中が錆びようがショートしようが自身の身を犠牲にしてド根性を披露する。内部は精密機械で出来ており、少しの液体でもショートしてしまうのが難点。自ら委員長そっくりのロボ”ロボE員長”を作る程の技術力を持つ。
ロボOバマ
オバマそっくりのセレブロボ。米国製、NASAお墨付き。故障でオバマ以上に無駄遣いをするようになった。スーパーコンピューターが内蔵され、頭は炊飯ジャーになっている。
今出 正一（いまで しょういち）
有名な塾の講師。通称「イマデショ先生」。ビー太達のクラスの担任が入院した代わりに担任として雇われた。「今でしょ？」が口癖。モデルは林修。
モグ太と父ちゃん
時々登場するモグラの親子。
ボンビー小僧
江戸で活躍した大泥棒で正義の味方。ビー太のご先祖様で、ボンビーかつド根性な性格も変わらず。城の若君から金のナマズを盗み出す活躍を見せた。
委員長之介（いいんちょうのすけ）
ボンビー小僧の相棒で委員長の先祖らしき人物。
オバマ坊
城の若君でオバマの先祖らしき人物。その贅沢さは祖先にも受け継がれる。
ボン・ビー太郎
コレクションホビー『ビー銭』の主人公。アフロには勇者の証である”ド根性の炎”が燃え上がっている。ビー太星、そして星のどこかに眠る『レアビー銭』を”ダース・ビー太”率いる侵略者軍から守るため、ダンボー流で日々戦い続ける。